# Erechim
Erechim (auch Erexim) ist eine Stadt (portugiesisch: município) im Norden des brasilianischen Bundesstaates Rio Grande do Sul unweit der Grenze zu Santa Catarina.
Auf einer Fläche von 430,76 km² leben 105.059 Einwohner (Schätzung von 2018). Die Einwohner sind vorwiegend italienischer, deutscher, polnischer und jüdischer Abstammung.

## Geschichte
1908 kamen die ersten Siedler europäischer Abstammung in den Bereich der heutigen Stadt und gründeten die Siedlung an der Eisenbahnstrecke, die von Rio Grande do Sul zum Bundesstaat São Paulo führt. Die Siedlung wurde zunächst zu einem Distrikt der Stadt Passo Fundo ernannt. Am 30. April 1918 wurde sie in den Status eines Município erhoben.

## Söhne und Töchter der Stadt
- José Gomes (1921–2002), Bischof von Bagé und Chapecó
- Osmar Serraglio (* 1948), Politiker
- Paulo César Carpegiani (* 1949), Fußballspieler und -trainer
- Gilmar Rinaldi (* 1959), Fußballspieler und -trainer
- Cleomar Pires (* 1967), Fußballspieler
- Alessandra Ambrosio (* 1981), Model und Schauspielerin
- Eduardo Deboni (* 1981), olympischer Schwimmer
- Rafael Sóbis (* 1985), Fußballspieler
- Agenor Detofol (* 1989), Fußballspieler
- Neuton (* 1990), Fußballspieler
- Saimon Pains Tormen (* 1991), Fußballspieler
- Fernando Lucas Martins (* 1992), Fußballspieler
- Felipe Dorta (* 1996), österreichisch-brasilianischer Fußballspieler

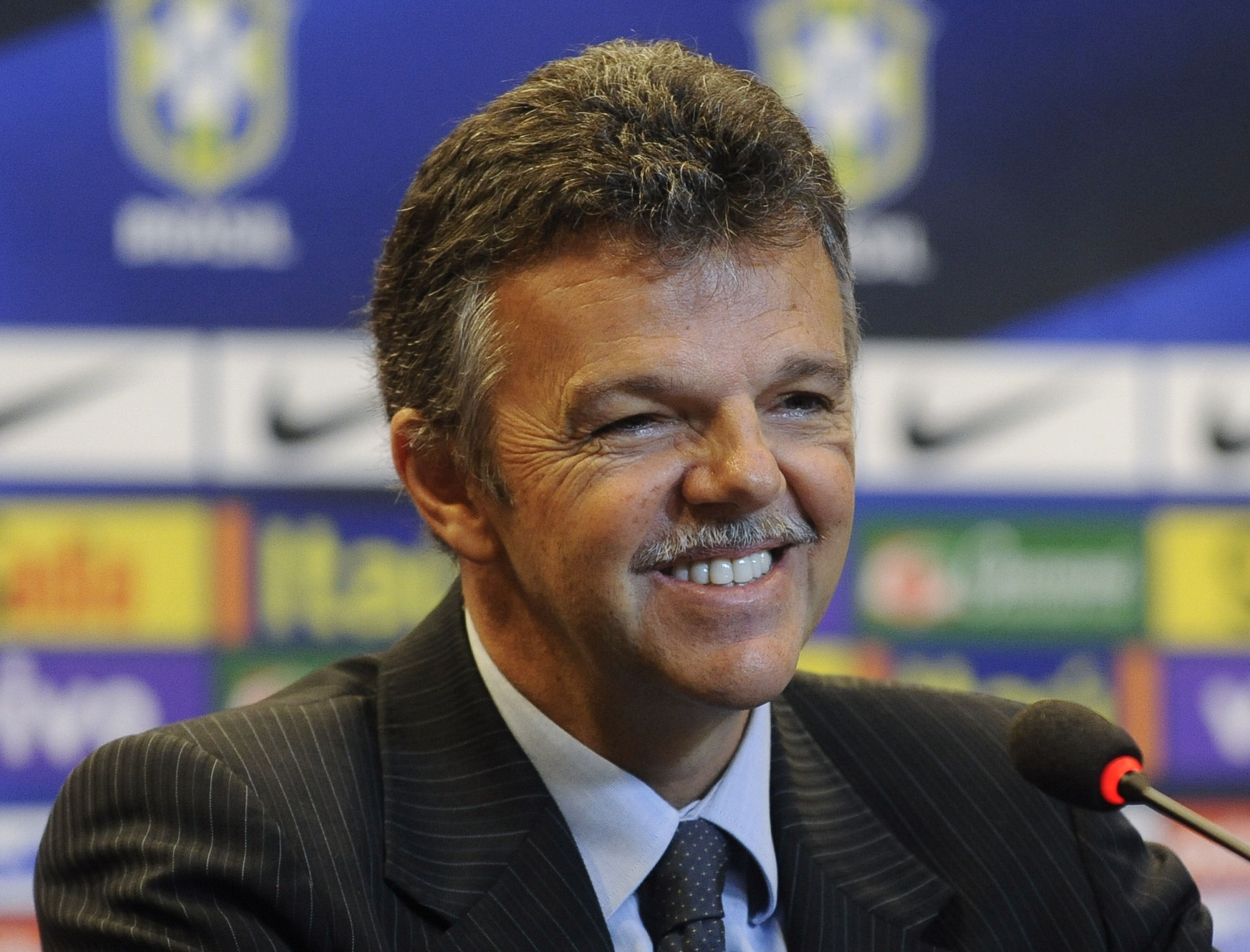
Gilmar Rinaldi (2014)
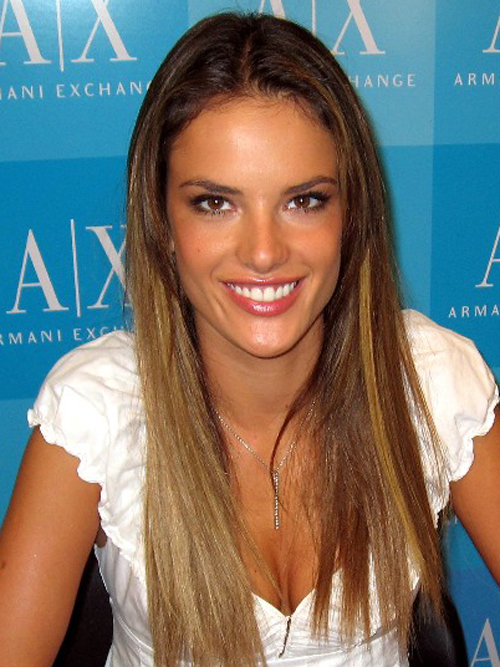
Alessandra Ambrósio, 2007 in NY
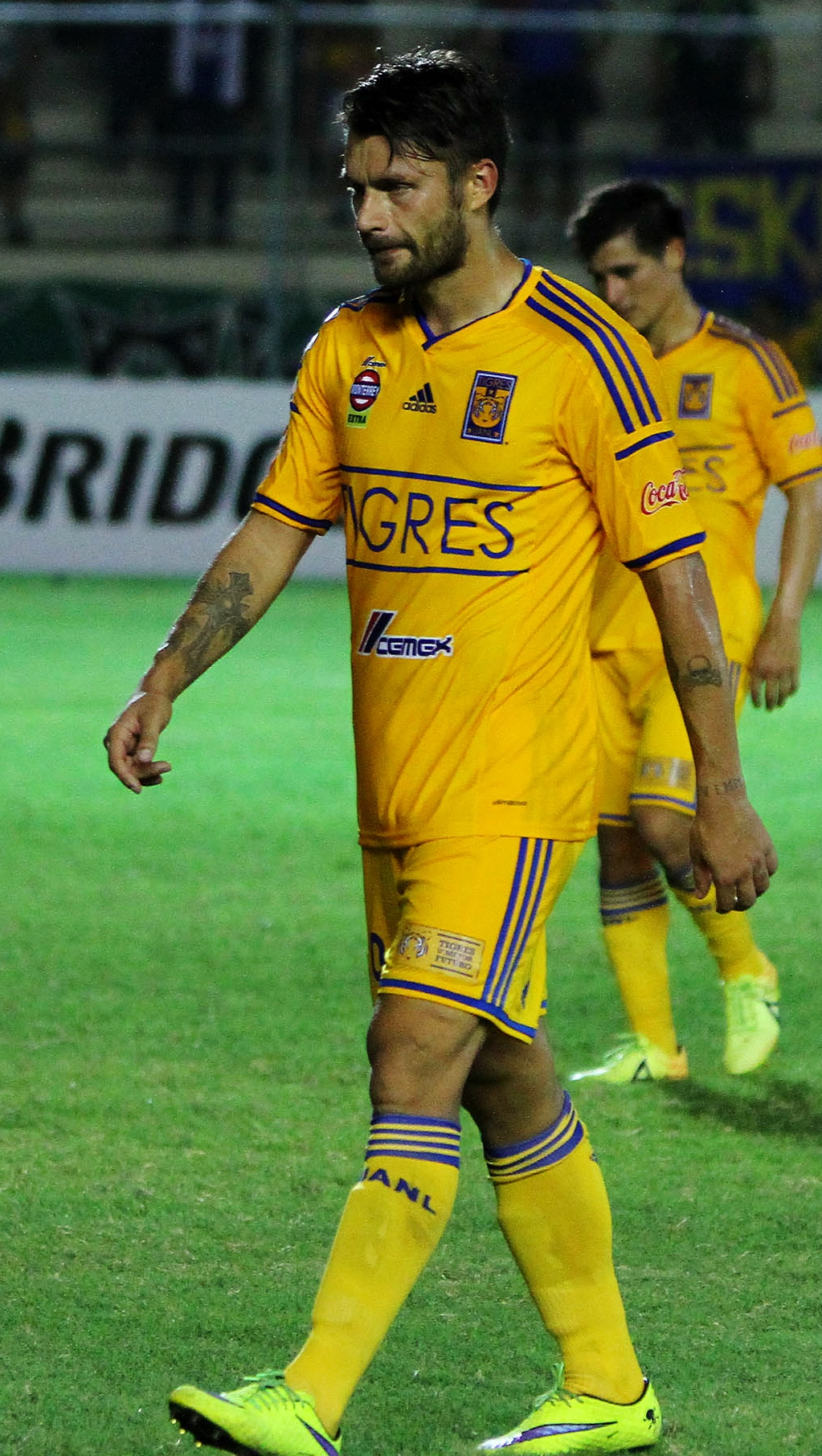
Rafael Sóbis (2015)
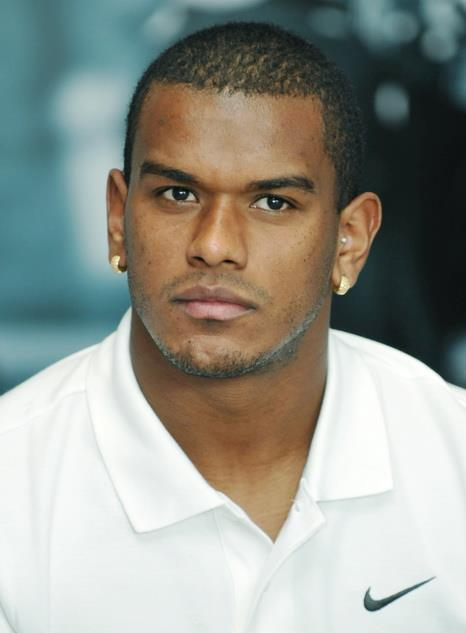
Fernando Lucas Martins (2013)

## Bistum Erexim
- Bistum Erexim